# Josef Kleibl
Josef Kleibl (23. února 1931 Vyšný Koropec, okres Mukačevo, Československo, dnes Ukrajina – 3. září 2022) byl rozhlasový redaktor, autor, publicista, popularizátor vědy, zakladatel pořadu Meteor.

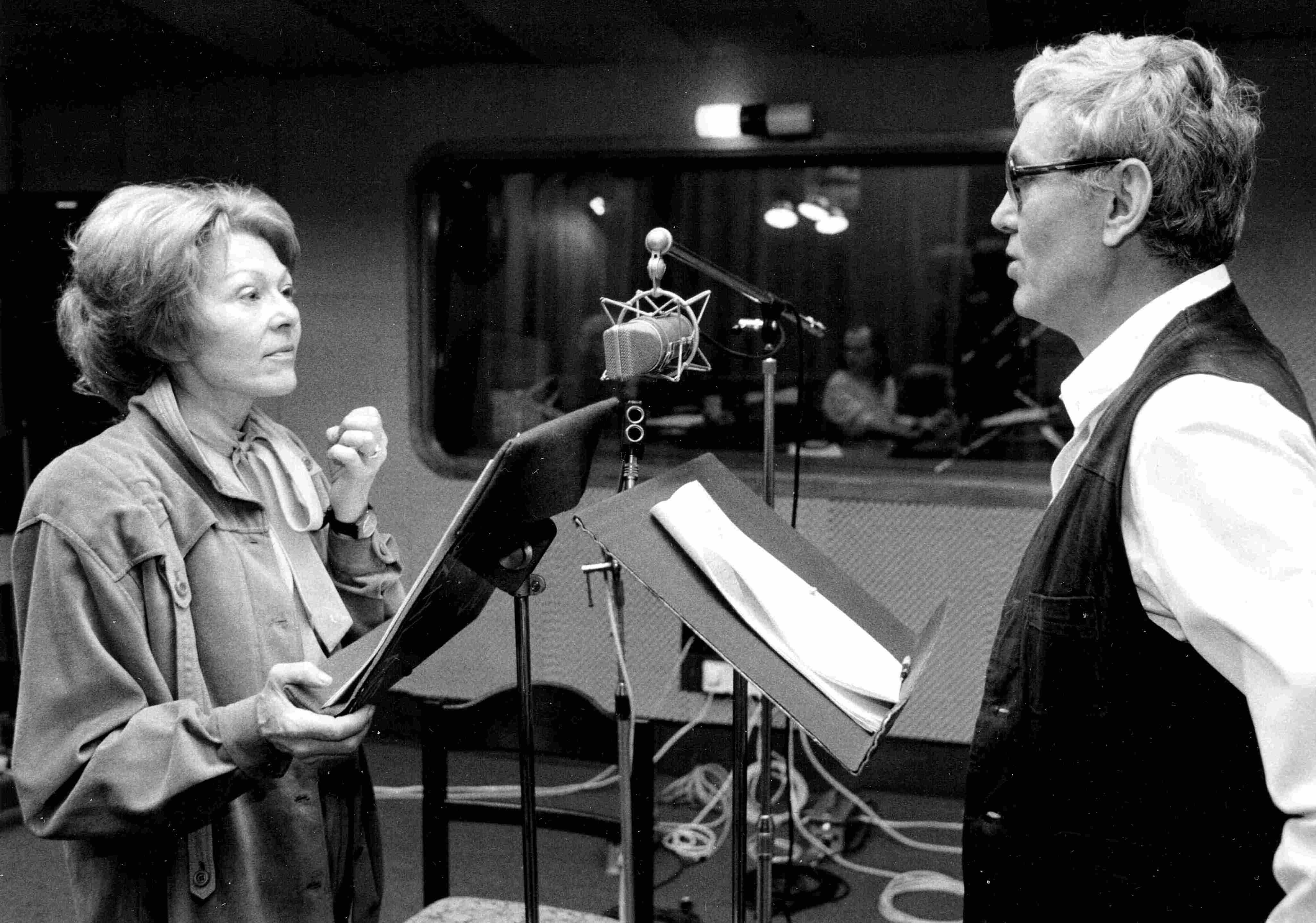
Josef Kleibl a Dagmar Sedláčková u mikrofonu Meteoru. Osmdesátá léta.

## Životopis
Josef Kleibl je spojen zejména s rozhlasovým pořadem Meteor, jehož založení v šedesátých letech nejen inicioval, ale který později též dlouhodobě autorsky připravoval a moderoval.
Krátce po ukončení studia na Filozoficko-historické fakultě UK v Praze v lednu 1955 nastoupil téhož roku, již 8. února, na umístěnku do Československého rozhlasu, redakce vysílání pro školy a současně redakce vědy a techniky pro mládež (RVTM), obě části redakce tehdy vedl spisovatel Václav Čtvrtek. Dostal zde na starost dějepis pro vysílání pro školy, a pro odpolední pořady pro starší školáky pak zeměpis, kulturní historii a dějiny civilizace.
Po odchodu Václava Čtvrtka z rozhlasu „na volnou nohu“ byl v roce 1960 jmenován vedoucím této redakce. Ta se pod jeho vedením stala líhní řady programových nápadů. V té době v ní pracovali další rozhlasové osobnosti: Oldřich Unger, Bohumil Kolář, Rudolf Čechura, Vlasta Čtvrtková – Váňová, Kamil Horák, Otakar Ksandr a Milan Bauman. V sekretářské pozici působily Eva Půlpánová a Lea Hrbková.
Kleibl inicioval vznik několika nových pořadů, mimo jiné večerníčku Dobrou noc, děti. U jeho zrodu v redakci VTM stáli redaktorka Vlasta Váňová (manželka Václava Čtvrtka), režisérka Helena Philippová, autor znělky J. Šidla a spisovatelka Olga Hejná, která skřítka Hajaju pojmenovala. První pohádku Jak Hajaja procitl napsal Václav Čtvrtek a zazněla z rozhlasových přijímačů v podání Vlastimila Brodského 2. ledna 1961. Pořad byl později přejmenován na Dobrý večer, děti a posléze na Hajaju.
V letech 1964 až 1969 Kleibl působil jako zástupce Československého rozhlasu v Mezinárodní rozhlasové univerzitě (UNESCO-URI) v Paříži. Zde byl autorem koncepce a pilotním ko-redaktorem mezinárodního seriálu o historii evropského zvonařství (La musique du coeur metallique, 1966), který vysílalo přes třicet rozhlasových společností.
V programech URI pro zahraniční rozhlasy uvedl společně s Rostislavem Běhalem seriál přednášek Václava Černého Objev neznámých Calderónových dramat v Čechách (1967). Vytvořil také rozhlasovou encyklopedii Po stopách vývoje člověka (1964).

## Další rozhlasové aktivity a vedoucí funkce
V den vzniku Občanského fóra Československého rozhlasu (23. listopadu 1989) se v odborech ustavil stávkový výbor, do jehož čela byl Josef Kleibl zvolen. Ten již v prosinci prosadil návrat některých kolegů, kteří v roce 1970 či později museli svou práci v rozhlase opustit. Po jejich návratu jim podle možnosti nejednou pomáhal.
Od 1. dubna 1990 byl jmenován šéfredaktorem nové Hlavní redakce vzdělávání ČRo. Za dva roky, když tato redakce zanikla, se stal programovým ředitelem a náměstkem generálního ředitele a jeho statutárním zástupcem. V této funkci mu byla svěřena nová programová koncepce vysílacích okruhů.
V říjnu 1993 z rozhlasu odešel. V rozhlase působil 38 let.
Do roku 1997 se věnoval koncepci vnitropodnikového vzdělávání a poradenským službám v TV Nova. Později spolupracoval s J. Mejstříkem na lexikonu Češi ve světě – Czechs around the World 1918–2000 (Praha, Euromedia Group 2000).

## Meteor
Jako redaktor Meteoru působil v letech 1972 až 1990, tedy 18 let.
Ačkoliv tento původně týdeník vědy a techniky pro mládež od jeho vysílání v září roku 1963 zhruba pět let redigoval a tvořil převážně sám Oldřich Unger (později většinou ve dvojici s Bohumilem Kolářem) a Josef Kleibl tehdy do něj nepravidelně přispíval, zůstal Meteor (již jako přírodovědný nebo také populárně vědecký magazín pro mládež) v paměti mnoha současníků nejvíce spjat právě s Josefem Kleiblem.
Nedlouho po svém vzniku se Meteor stal hlavním pořadem RVTM. Od konce 60. let, kdy došlo k přerušení tradiční Rozhlasové univerzity, nejvýznamnějšího vzdělávacího pořadu redakce vědy a techniky HRPV, stal se Meteor v tomto oboru dominantou popularizace vědy na vlnách rozhlasu.
Ve spolupráci s týdeníkem Mladý svět a jeho redaktorem Josefem Velkem se tento pořad zhruba od poloviny 60. let stal i spoluorganizátorem ekologického hnutí Brontosaurus. Ekologická témata se vůbec v Meteoru objevovala velmi často. Kleibl byl například autorem pořadu Causa Cygnus o prvním soudním rozsudku vyneseném u nás za zabití chráněné labutě a jejích mláďat, tvůrcem pořadu o vykácení chráněné lipové aleje v Litoměřicích, titulu Kolik snese rezervace a mnoha dalších. Meteor také zveřejňoval příspěvky z přírodovědné soutěže Natura semper viva, organizované u nás od roku 1968, v níž středoškoláci během několika kol zpracovávali různá témata.
Kleibl inicioval a často za účasti nápaditého režiséra Karla Pecha také realizoval prázdninové premiéry Meteor na stezce dobrodružství s poutavými autorskými seriály. V době dovolených, kdy se většinou reprízovalo, v Meteoru zaznívala v premiéře třeba Moudrost starých Řeků, v níž Vojtěch Zamarovský seznamoval s každodenním životem v antice nebo Dobré slovo z hlíny, v němž prof. Blahoslav Hruška vyprávěl o každodennosti u Sumerů.
V pořadu se rozhořel i Táborový oheň Meteoru, k němuž přinášeli přírodovědci své výjimečné zážitky a příhody. Neúnavný inspirátor Kleibl byl autorem námětu a podílel se i na koncepci Ungrova Hlasu pro tento den – pětiminutových ptačích portrétů, které se po dva roky (1968 a 1969) staly oblíbenou součástí jarního vysílání ČsRo i obohacením Meteoru.
Zhruba od poslední třetiny 70. let připravoval Meteor většinou samostatně. Zajišťoval a redigoval příspěvky externích autorů a přispíval do něj rovněž autorsky.
O průvodní slovo pořadu (často improvizované jen podle bodového scénáře) se dělil s vynikající interpretkou Dagmar Sedláčkovou z Lyry Pragensis, s níž spolupracovali už dříve Oldřich Unger a Bohumil Kolář.
Meteor pod jeho redakci připravil řadu realizačních nápadů. Například Portréty ze staré galerie – medailonky z dějin vědy (1982–1989) ~ Tajemství bolesti s prof. Františkem Vyskočilem ~ Genové šarády s prof. Václavem Pačesem ~ Tajné stezky smrtonošů s Milanem Danielem ~ mineralog a sběratel Petr Machek v pořadu Poklady ze středověkého dolu se Meteoru zase svěřoval jak objevil naleziště drahých kamenů, které byly použity na výzdobu kaplí na Pražském hradě a na Karlštejně a které několik generací mineralogů nemohlo vypátrat ~ voňavý seriál Růže růžová s Václavem Větvičkou ~ Pražské vánoce u Keplerů L. P. 1610 ~ Zpráva o službě s meteorologem na Pradědu (1987).
V roce 1978 Meteor od svého tehdy již dlouholetého spolupracovníka dr. Vratislava Mazáka získal a odvysílal unikátní nahrávky hlasité komunikace velryb keporkaků natočených americkými biology Rogerem Paynem a Katherine Paynovou. O zvukový přepis tohoto pořadu požádal častý posluchač Meteoru básník Jaroslav Seifert. Zážitek z poslechu pak Seifert včlenil do básně Píseň velryb, vydané r. 1979 ve sbírce Deštník z Piccadilly.[zdroj⁠?!]
Pro Meteor Kleibl napsal i sedm her vědou inspirovaných příběhů Sherlocka Holmese – seriálu, který inicioval koncem 60. let a jehož nejčastějším autorem byl dřívější redaktor redakce Rudolf Čechura. Slavný detektiv používal k odhalení zločinů vědecké metody. Hranými příběhy s výborným hereckým obsazením se tak posluchači nejen bavili, ale nenásilně též vzdělávali. Mnohým dodnes mimo jiné utkvěla v paměti vábivá melodie i vtipná slova písně Petra Skoumala a J. Vodňanského Sherlocku, zapal si lulku.
Detektivní seriály Meteoru vyšly i na CD ve formátu MP3 (Radioservis 2007 a 2008).

## Literární činnost
Napsal dvě úspěšné, tematicky na sebe navazující knihy: Cesta za Adamem (Albatros 1969, 1974, 1979 a tři cizojazyčná vydání). Dějiny psané kamenem: po stopách člověka minulosti (Artia 1975 česky a šest cizojazyčných vydání). Obě knihy ilustroval Zdeněk Burian.

## Ceny a ocenění
Josef Kleibl získal dvakrát novinářskou cenu Československé akademie věd (1965 spolu s Oldřichem Ungrem, samostatně pak v roce 1989), výroční rozhlasové ocenění Zlatý mikrofon (1985) a Cenu Čs. rozhlasu (1991), medaili 2. stupně Ministerstva školství, mládeže a tělovýchovy za popularizaci vědy (1992). Ke 40. výročí Meteoru (2003) obdržel za svůj přínos tomuto pořadu a za jeho autorství Cenu generálního ředitele Českého rozhlasu. V roce 2014 pak „Čestné uznaní Učené společnosti ČR za mimořádně úspěšnou a prospěšnou práci pro popularizaci vědy, zejména mezi mládeží.“